# Tőzsdemámor
Robert J. Shiller könyve, a Tőzsdemámor pszichológiai megközelítésben elemzi az elmúlt évek nagy árfolyam-emelkedéseit. Segít abban, hogy megértsük, mi befolyásolja a piacokat és a befektetőket, hogyan alakulnak ki és milyenek a spekulációs buborékok. A szerző figyelmeztet, hogy bekövetkezhet az elmúlt években tapasztaltnál jóval gyengébb teljesítmény is, s leírja, hogyan védekezhetünk ez ellen.
A szerző a Yale Egyetem közgazdaságtan-professzora, 1996-ban elnyerte a Paul A. Samuelson-díjat, 2013-ban pedig megosztva a közgazdasági Nobel-emlékdíját. A Tőzsdemámor (Irrational Exuberance) című könyve eddig 13 nyelven jelent meg.
A könyv eredetijének címe (Irrational exuberance, irracionális lelkesedés) is a tőzsdepiac érzékenységét példázza. Ez a kifejezés ugyanis először 1996. decemberében hangzott el a japán piacokra vonatkoztatva Alan Greenspan szájából egy vacsorán mondott beszédében, és előbb az éppen nyitó ázsiai, majd az európai, végül pedig nyitásukkor az amerikai tőzsdepiacok is 2-3 százalékos eséssel reagáltak  az amerikai központi bank vezetőjének óvatlanul elejtett szavaira.

## Magyarul
- Tőzsdemámor;  ford. Vangel Tibor; Alinea, Bp., 2002 (Üzleti szakkönyvtár), ISBN 978-963-9659-18-6